# Ladj Ly
Ladj Ly (ur. 3 stycznia 1978 w Mali) – francuski reżyser, scenarzysta i producent filmowy pochodzenia malijskiego.

## Życiorys
Urodził się w rodzinie Malijczyków, a dorastał w Montfermeil na słynących z przestępczości przedmieściach Paryża. Od 2006 tworzył filmy dokumentalne i krókometrażowe, w tym nominowanych do Cezara Nędzników (2017). Film ten, będący rekonstrukcją akcji policyjnych w Montfermeil, posłużył mu jako punkt wyjściowy do stworzenia pełnometrażowej fabuły pod tym samym tytułem.
Nędznicy (2019) mieli swoją premierę w konkursie głównym na 72. MFF w Cannes, gdzie wyróżniono ich Nagrodą Jury. Obraz stał się wkrótce artystycznym i frekwencyjnym hitem. Był nominowany do Oscara i Złotego Globu dla najlepszego filmu nieanglojęzycznego, nagrodzono go także m.in. Cezarem za najlepszy francuski film roku oraz Europejską Nagrodą Filmową dla odkrycia roku.
Ly zasiadał w jury konkursu głównego na 75. MFF w Cannes (2022). Był współscenarzystą i współproducentem filmu Athena (2022) w reżyserii Romaina Gavrasa.